# 雁金山城
雁金山城（かりがねやまじょう）は、鳥取市湯所町にあった日本の城。久松山から尾根続きの丘陵上に鳥取城の出城として築かれ、天正9年（1581年）の羽柴秀吉による鳥取城攻撃の際には毛利方の重要な拠点となった。

## 概要
標高140m程の丘陵頂部に位置し、頂部には土塁・空堀を巡らした主郭が置かれている。鳥取城のあった久松山とは峰続きで、雁金山城のさらに北西に位置する丸山城に運び込まれた毛利氏からの兵糧を中継し、鳥取城に搬入する役割をもっていた。

## 歴史
- 天正9年（1581年）、鳥取城番に任ぜられた吉川経家によって築城され、丸山城に運び込まれた兵糧の中継点として重要視された。秀吉の鳥取城攻めの際には塩冶高清が城将として入城して毛利氏からの兵糧搬入に備えたが、秀吉方の武将・宮部継潤の攻撃によって落城させられ、新たに宮部継潤が入城した。この結果、丸山城－雁金山城－鳥取城の連絡ラインは断ち切られ、鳥取城は完全に孤立することとなった。そして、早い時期から兵糧の不足に苦しんでいた鳥取城にさらなる打撃を与え、鳥取城の落城を早めることとなった。
- 雁金山落城後、城番だった塩冶高清は奈佐日本之介らの籠もる丸山城に逃れ、奈佐らとともに秀吉軍に対して奮戦したが、天正9年10月、城内の兵士らの飢えと疲労を考慮した吉川経家が鳥取開城を申し入れたのに伴い、丸山城も遂に開城を余儀なくされた。丸山城を守った奈佐・塩冶・佐々木氏は吉川経家から再三、助命するよう嘆願されていたが、秀吉の命により、周辺を荒らした海賊・山賊という罪によって自刃させられた。丸山城西側の山麓には自刃した城将を祀る石碑が建立されている。

## 備考
- 現在、平和塔が建てられている山が雁金山と表記されている。その頂にも毛利軍の砦があるが、そちらは「天徳寺山の砦」と呼ばれており、塩冶高清が守った雁金山城は正しくはその北西に位置する。
- 前述の通り、雁金山城は秀吉軍の攻撃に備える毛利軍の拠点の一つとして築かれた。しかし近年の実地調査により、雁金山城主郭の周囲には、本城である鳥取城に向けて重厚な土塁が築かれていることが明らかになった。これは宮部経潤が雁金山城に入った後、鳥取城をさらに孤立化させて落城に追い込むために築かれたものと考えられている[1]。